# نيلسون فريري
نيلسون فريري (بالبرتغالية: Nelson Freire‏) هو عازف بيانو برازيلي، ولد في 18 أكتوبر 1944 في بوآ إسبرانسا ‏ في البرازيل.

## وصلات خارجية
- الموقع الرسمي
- نيلسون فريري على موقع IMDb (الإنجليزية)
- نيلسون فريري على موقع ميوزك برينز (الإنجليزية)
- نيلسون فريري على موقع أول ميوزيك (الإنجليزية)
- نيلسون فريري على موقع ديسكوغز (الإنجليزية)